# Вільям Любчанський
Вільям Любчанський (фр. William Lubtchansky; 26 жовтня 1937, Венсенн, Франція — 4 травня, 2010, Париж, Франція) — французький кінооператор.

## Біографія
Вільям Любчанський, після закінчення у 1959 році Національної вищої школи імені Луї Люм'єра, з 1960 по 1968 роки працював асистентом операторів Андреаса Віндінга та Віллі Куранта, а з 1969 року як самостійний оператор, знявши за час своєї кінокар'єри подад 120 фільмів.
Найчастіше Вільям Любчансчький працював з такими кінорежисерами, як Жан-Люк Годар, Клод Ланзман, Жак Ріветт, Аньєс Варда, Жан-Марі Штрауб, Отар Іоселіані, Надін Трентіньян, Жак Дуайон, Філіпп Гаррель. Був також оператором фільмів Франсуа Трюффо, Давида Труеба, Ніколь Гарсія, Марко Феррері та ін.
Вільям  Любчанський помер 4 травня 2010 року у Парижі від серцево-судинного захворювання.

## Фільмографія
- 1965 : Крихкість, твоє ім'я жінка / Fragilité, ton nom est femme (к/м)
- 1966 : Створіння / Les créatures
- 1966 : Ельза-троянда / Elsa la rose (к/м)
- 1968 : Фільм, як фільм / Un film comme les autres
- 1969 : Час жити / Le temps de vivre
- 1970 : Дике літо / Un été sauvage
- 1971 : Рятівник / Le sauveur
- 1971 : Таке трапляється тільки з іншими / Ça n'arrive qu'aux autres
- 1972 : Бомаск / Beau masque
- 1973 : Рік 01 / L' An 01
- 1973 : Один напружений день / Une journée bien remplie ou Neuf meurtres insolites dans une m…
- 1973 : Знати заборонено / Défense de savoir
- 1973 : Чому Ізраїль / Pourquoi Israel
- 1973 : Скрипки балу / Les violons du bal
- 1974 : Типи з вулиці Дагерра / Daguerréotypes
- 1975 : М'ясник, зірка і сирота / Le boucher, la star et l'orpheline
- 1975 : Номер два / Numéro deux
- 1975 : Говоріть мені про кохання / Parlez-moi d'amour
- 1976 : Дуель (карантин) / Duelle (une quarantaine)
- 1976 : Тут і там / Ici et ailleurs
- 1976 : Норд-вест / Noroît
- 1977 : Остання зупинка перед Руассі / Dernière sortie avant Roissy
- 1978 : Пані слідчий / Madame le juge (т/с)
- 1978 : Як справи? / Comment ça va?
- 1979 : Коротка пам'ять / La mémoire courte
- 1979 : Карусель / Merry-Go-Round
- 1980 : Перша поїздка / remier voyage
- 1980 : Рятуй, хто може (своє життя) / Sauve qui peut (la vie)
- 1981 : Сніг / Neige
- 1981 : Сусідка / La femme d'à côté
- 1981 : Північний міст / Le pont du Nord
- 1981 : Червона тінь / L'ombre rouge
- 1981 : Ігри графині Долінґен де Грац / Les jeux de la Comtesse Dolingen de Gratz
- 1981 : Париж зникає / Paris s'en va (к/м)
- 1981 : Викрадач дітей / Le voleur d'enfants (т/ф)
- 1982 : Дуже рано, надто пізно / Trop tôt, trop tard
- 1982 : Бульвар убивць / Boulevard des assassins
- 1982 : Нерозсудливість / L'indiscrétion
- 1983 : Мис Каналія / Cap Canaille
- 1983 : Сліпі кулі / Balles perdues
- 1984 : Класові стосунки / Klassenverhältnisse
- 1984 : Франкенштейн 90 / Frankenstein 90
- 1984 : Кохання на траві / L'amour par terre
- 1984 : Майбутнє літо / L'été prochain
- 1985 : Шоа / Shoah
- 1985 / Mangui, onze ans peut-être (т/ф)
- 1985 : Спокуса Ізабель / La tentation d'Isabelle
- 1985 : Після пітьми / After Darkness
- 1986 : Я тебе кохаю / I Love You
- 1986 : Гавань / Havre
- 1986 : Пуританка / La puritaine
- 1987 : Агент-баламут / Agent trouble
- 1987 : Там, де ви є / Où que tu sois
- 1987 : Комедія! / Comédie!
- 1987 : Електра / Électre (т/ф)
- 1987 : Ніцца — це Ніцца / Nice Is Nice (к/м)
- 1988 : Час задоволень / Les saisons du plaisir
- 1988 : Радіочастота вбивства / Fréquence meurtre
- 1988 : Нефритовий будинок / La maison de jade
- 1989 : Махабхарата / The Mahabharata (т/с)
- 1990 : Любовний ритуал / Rito d'amore
- 1990 : Нова хвиля / Nouvelle vague
- 1990 : Вікенд на двох / Un week-end sur deux
- 1990 : Маленький злочинець / Le petit criminel
- 1991 : Чарівна пустунка / La belle noiseuse
- 1992 : Еквілібристи / Les équilibristes
- 1992 : Діти потерпілого в корабельній аварії / Les enfants du naufrageur
- 1992 : Антигона / Die Antigone des Sophokles nach der Hölderlinschen Übertr…
- 1992 : Полювання на метеликів / La chasse aux papillons
- 1992 : Дивертисмент / Divertimento
- 1993 : Це мистецтво / C'est de l'art
- 1994 : Жанна-Діва — Битви / Jeanne la Pucelle I — Les batailles
- 1994 : Жанна-Діва — В'язниці / Jeanne la Pucelle II — Les prisons
- 1994 : Апетитний малюк / Délit mineur
- 1994 : На дні серця / Du fond du coeur
- 1995- : Великі письменники / Un siècle d'écrivains (т/с)
- 1995 : Новий Світ / Le nouveau monde
- 1995 : Прекрасна епоха / Belle Époque (т/с)
- 1996 : Старанний географ / Le géographe manuel
- 1996 : Крик шовку / Le cri de la soie
- 1996 : Жіночий бунт / L'insoumise (т/ф)
- 1996 : Гарне життя / La buena vida
- 1996 : Розбійники. Глава 7 / Brigands, chapitre VII
- 1997 : З сьогодні на завтра / Von heute auf morgen
- 1998 : Таємний захист / Secret défense
- 1998 : / Dis-moi que je rêve
- 1999 : Прощавай, рідний дім / Adieu, plancher des vaches!
- 1999 : Живий і такий, що йде геть / Un vivant qui passe
- 1999 : Смерть за смерть! / À mort la mort!
- 1999 : Сицилія / Sicilia!
- 1999 : Стан паніки / La débandade
- 2000 : Все гаразд, йдемо геть / Tout va bien, on s'en va
- 2001 : Спробуй дізнайся / Va savoir
- 2002 : Ранок понеділка / undi matin
- 2002 : Знаки пристрасті / Petites coupures
- 2003 : Історія Мари і Жульєна / Histoire de Marie et Julien
- 2004 : Відвідування Лувру / Une visite au Louvre
- 2004 : Генезис / Genesis
- 2004 : Постійні коханці / Les amants réguliers
- 2006 : Сади восени / Jardins en Automne
- 2007 : Не чіпай сокиру / Ne touchez pas la hache
- 2008 : Межа світанку / La frontière de l'aube
- 2013 : Остання несправедливість / Le dernier des injustes

## Визнання
| Рік                                    | Категорія                                         | Номінант         | Результат |
| -------------------------------------- | ------------------------------------------------- | ---------------- | --------- |
| Венеційський міжнародний кінофестиваль |                                                   |                  |           |
| 2005                                   | Премія Золота Озелла за видатний технічний внесок | Постійні коханці | Перемога  |
| Премія «Сезар»                         |                                                   |                  |           |
| 2006                                   | Найкраща операторська робота                      | Постійні коханці | Номінація |